# Далі, ніж „Аполлон“
«Далі „Аполлона“» (англ. Beyond Apollo) — психологічний пародійний науково-фантастичний роман американського письменника Баррі Молзберґа, де представлено космічного мандрівника, що став жертвою власних фантазій та комплексів, приділяється увага до його підсвідомості, істерій і психозу індивідума. Цей роман першим отримав Меморіальну премія імені Джона Кемпбелла (1973 рік).

## Зміст
Більшість частина роману являє собою розповідь Гаррі М. Еванса — першої пілотованої експедиції на планету Венера. Еванс детально розповідає про початок та розвиток подій під час цієї експедиції. Але, коли починаються труднощі, він починає постійно змінювати деталі своєї історії. Тому читачеві стає зрозуміло, що він бреше або щось не говорить до кінця. Автор роману робить натяки, що можливо Еванс з'їхав з глузд, захворів на космічну параною, оскільки один на космічному судні. Подаються історії Еванса про його стосунки та перемовини з мешканцями Венери, стосовно чого виникають сумніви. Також виявляється, що Еванс напевне вбив свого товариша по подорожі.
Наприкінці від імені редакції пропонується придбати казки Еванса. Тому де правда, а де ні, читач повинен думати, аналізувати і вирішувати самостійно.